# Vlajka Severoatlantické aliance

Vlajka Severoatlantická aliance (NATO)
Poměr stran: 3:4

Vlajka Severoatlantické aliance (NATO) je tvořena tmavomodrým listem s modro-bílou růžicí kompasu, ze které vyzařují čtyři bílé čáry. Dvě kratší k hornímu a dolnímu okraji, dvě delší k žerďovému a vlajícímu okraji. Délka linek, stejně jako tvar růžice není definován. Vlajka byla schválena 14. října 1953. Autor je neznámý, ale byl to někdo z mezinárodního štábu.
Modrá barva vlajky symbolizuje Atlantský oceán, kruh jednotnou vůli a růžice společné směřování k míru prostřednictvím politické, hospodářské a vojenské spolupráce.

## Rozměry a barva
Rozměry a barvy užívané na oficiální vlajce:
- Barva modré: Pantone 280
- Délka: 400 (jednotek)
- Šířka: 300
- Průměr růžice: 150
- Průměr kruhu za růžicí: 115
- Mezera mezi růžicí a čárou: 10
- Mezera mezi čárou a okrajem vlajky: 30

Kromě poměru 3:4 se užívají i poměry 2:3 a 1:2.